# Ambt Bredevoort
Het Ambt Bredevoort was van 1798 tot 1811 een bestuurlijke eenheid onder burgerlijk bestuur met als hoofdplaats Bredevoort nadat de heerlijkheden waren opgeheven. Hoofdplaats was Bredevoort, waaronder Aalten, Dinxperlo, Lichtenvoorde en Winterswijk met hun buurtschappen vielen. De heerlijkheid Lichtenberg zou oorspronkelijk ook toegevoegd worden, maar vond geen doorgang.

## Geschiedenis
Tijdens de Bataafse Revolutie in 1795 werd de heerlijkheid Bredevoort onder burgerlijk bestuur gesteld. In 1798 werden de heerlijkheden officieel opgeheven. Het ambt kreeg internationale belangstelling nadat de oranjegezinde August Robert van Heeckeren van Suideras een inval vanuit Pruisen ondernam om een oranjerevolutie uit te lokken ten gunste van de in Engeland verblijvende erfprins van Oranje-Nassau. De Bataafse Republiek riep de staat van beleg uit in het gebied en orangist freule van Dorth werd publiekelijk geëxecuteerd. Het Ambt Bredevoort werd tijdens Franse overheersing in de jaren 1811 en 1812 opgedeeld in de mairieën Aalten, Dinxperlo, Lichtenvoorde en Winterswijk. Daarna, van 1813 tot en met 1818, scheidde Bredevoort van Aalten en ging na die tijd nog kortstondig door als gemeente Bredevoort, totdat Bredevoort definitief werd samengevoegd met de gemeente Aalten.